# 푸른 꿈은 빛나리
"푸른 꿈은 빛나리"는 한국에서 제작된 유현목 감독의 1963년 영화이다. 태현실 등이 주연으로 출연하였고 차태진 등이 제작에 참여하였다.

## 출연

### 주연
- 태현실
- 유수미애
- 김진규
- 남궁훈

## 기타
- 원작자: 석판양차랑
- 조명: 박진수
- 미술: 이봉선